# Lancia Beta Trevi
Der Lancia Beta Trevi (ab 1983: Lancia Trevi) ist eine viertürige Stufenhecklimousine des italienischen Automobilherstellers Lancia, die von 1980 bis 1984 produziert wurde. Der Trevi war von der acht Jahre vorher präsentierten Schräghecklimousine Beta Berlina abgeleitet, mit der er sich die Technik und einen Großteil der Karosserie teilte. Mit der Spitzenversion Trevi Volumex führte Lancia 1982 eine Aufladung mit Roots-Gebläse zur Leistungssteigerung ein, die das Modell zum ersten in Serie produzierten Straßenfahrzeug mit mechanischer Aufladung seit dem Zweiten Weltkrieg machte. Der Beta Trevi VX Bimotore war ein mit Bezug zum Automobilsport konzipiertes Einzelstück, das werksseitig mit zwei Kompressormotoren ausgestattet war.

## Entstehungsgeschichte

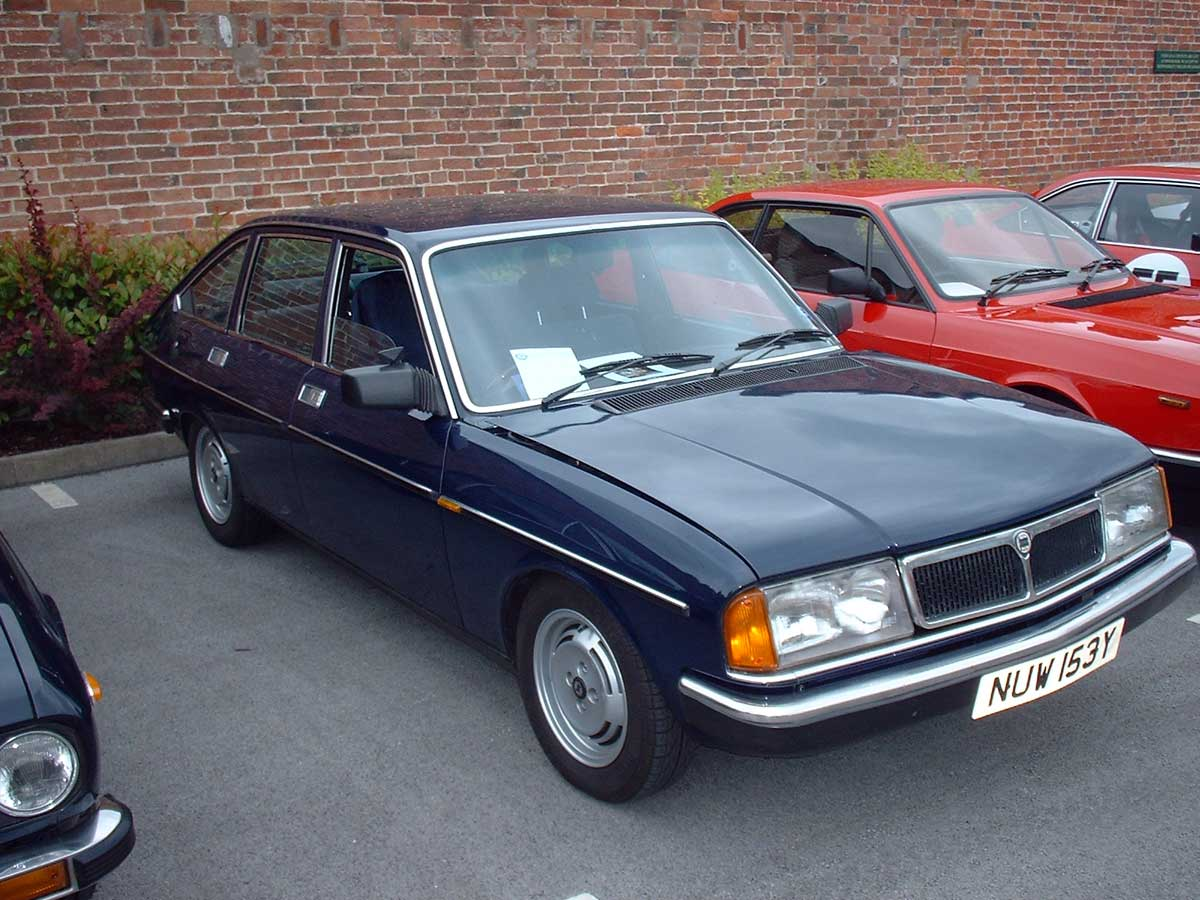
Technische und stilistische Basis: Lancia Beta Berlina

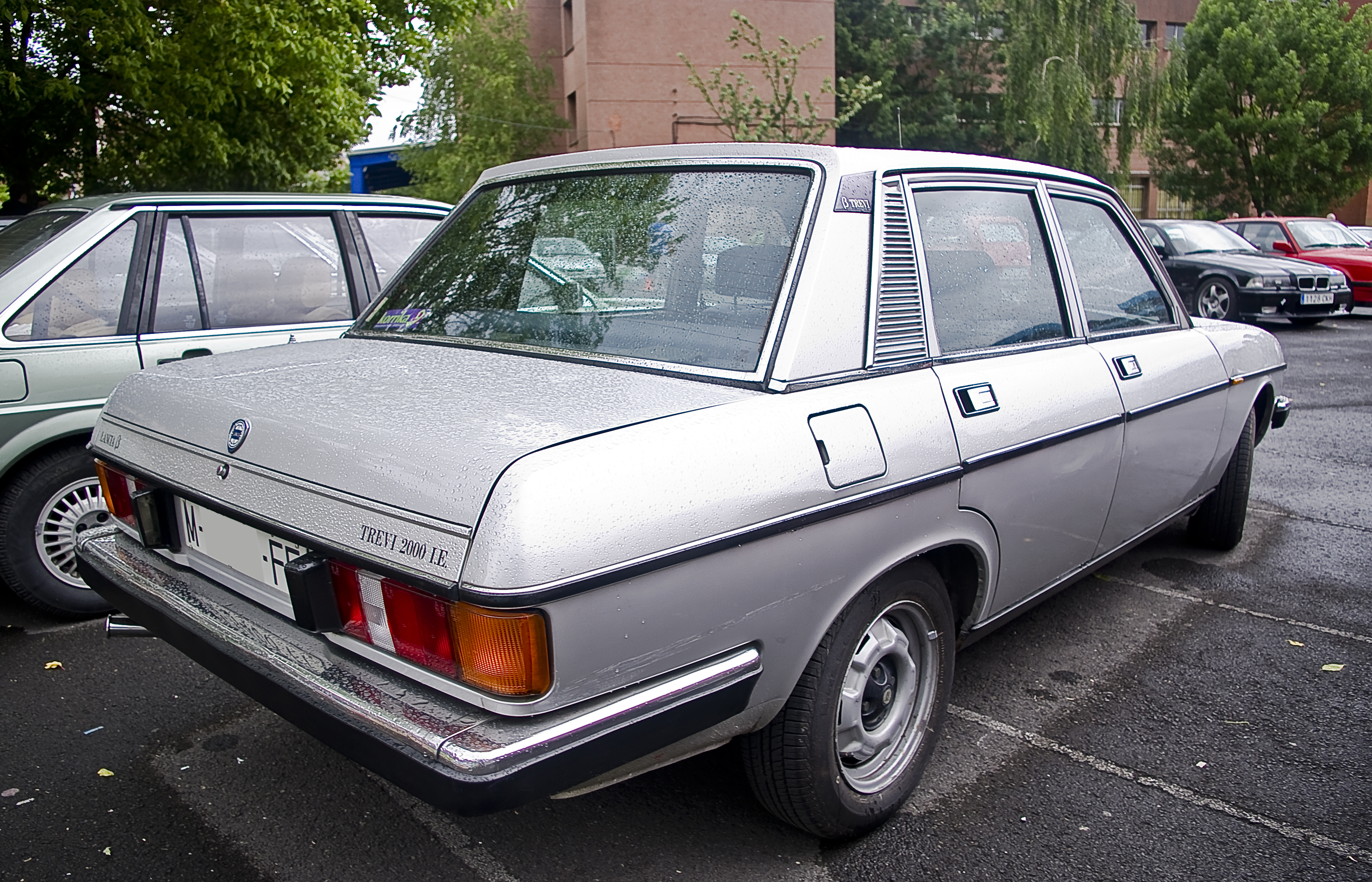
„bieder wirkendes Stufenheck“: Lancia Beta Trevi

Der Beta Trevi ist eng mit der Schräghecklimousine Beta Berlina verwandt. Die Berlina war das erste Lancia-Modell, das nach Übernahme des Unternehmens durch den Fiat-Konzern neu entwickelt wurde. Sie ersetzte den Lancia Fulvia. Die Entwicklungszeit des Beta betrug nur wenig mehr als zwei Jahre. Lancia übernahm zahlreiche mechanische Teile von Fiat – darunter die Motoren –, aber auch von dem damaligen Kooperationspartner Citroën, hier insbesondere das Getriebe. Die Karosserieform der Beta Berlina kam nicht von Lancia; sie entstand vielmehr in Fiats Centro Stile. Ein charakteristisches Merkmal war die Schrägheckkarosserie mit kleiner, unterhalb der Heckscheibe angeschlagener Kofferraumklappe. Sie fand sich später auch beim ebenfalls in Zusammenarbeit mit Citroën entwickelten Lancia Gamma wieder. Lancia leitete von der Beta-Struktur im Laufe der Jahre eine ganze Modellfamilie ab, zu der ein Stufenheckcoupé, ein Kombicoupé (HPE) und ein offenes Modell mit Targadach (Spider) gehörten. Deren jeweils von Pininfarina entworfene Karosserien waren untereinander ähnlich, hatten aber keine Gleichteile mit der Beta Berlina. Als letzte Variante des Beta-Themas erschien im März 1980 eine Stufenheckversion, die formal an die Beta Berlina anknüpfte.
Einigen Berichten zufolge kam der Beta Trevi „mehr oder weniger ungeplant“ bzw. „aus reiner Improvisation“ auf den Markt. Vorher hatten schon andere Hersteller ihre Schräghecklimousinen um eine Stufenheckvariante ergänzt: So entstand aus dem Mini der Riley Elf, VW machte aus dem Polo den VW Derby und aus dem Golf den VW Jetta; ähnlich verfuhren später auch Talbot (1510/Solara) oder Fiat (Ritmo/Regata). Die Stufenheckversionen sollten üblicherweise die konservative Kundschaft ansprechen, die Autos mit Schrägheck eher distanziert gegenüberstand. Das galt auch für Lancias Limousinen Beta und Gamma. Zu den Versuchen, die Beta-Reihe attraktiver zu machen, gehörte auch ein fünftüriger Kombi, der allerdings nur als Einzelstück gebaut wurde.
Die Zusatzbezeichnung Trevi, die ab 1983 alleinige Modellbezeichnung wurde, bezieht sich nicht, wie gelegentlich suggeriert wird, auf den römischen Trevi-Brunnen. Das Wort ist vielmehr eine Zusammenfassung des italienischen Begriffs Tre Volumi und beschreibt die aus drei getrennten Räumen (Motor-, Passagier- und Kofferraum) bestehende Karosseriestruktur.
Parallel zur Entwicklung des Trevi erwog Lancia, auch der Schräghecklimousine Gamma ein Schwestermodell mit klassischem Stufenheck zur Seite zu stellen. Vom Gamma Tre Volumi entstand ein einzelner Prototyp, der heute noch existiert. Eine Serienfertigung kam nicht zustande.

## Modellbeschreibung

### Karosserie und Interieur

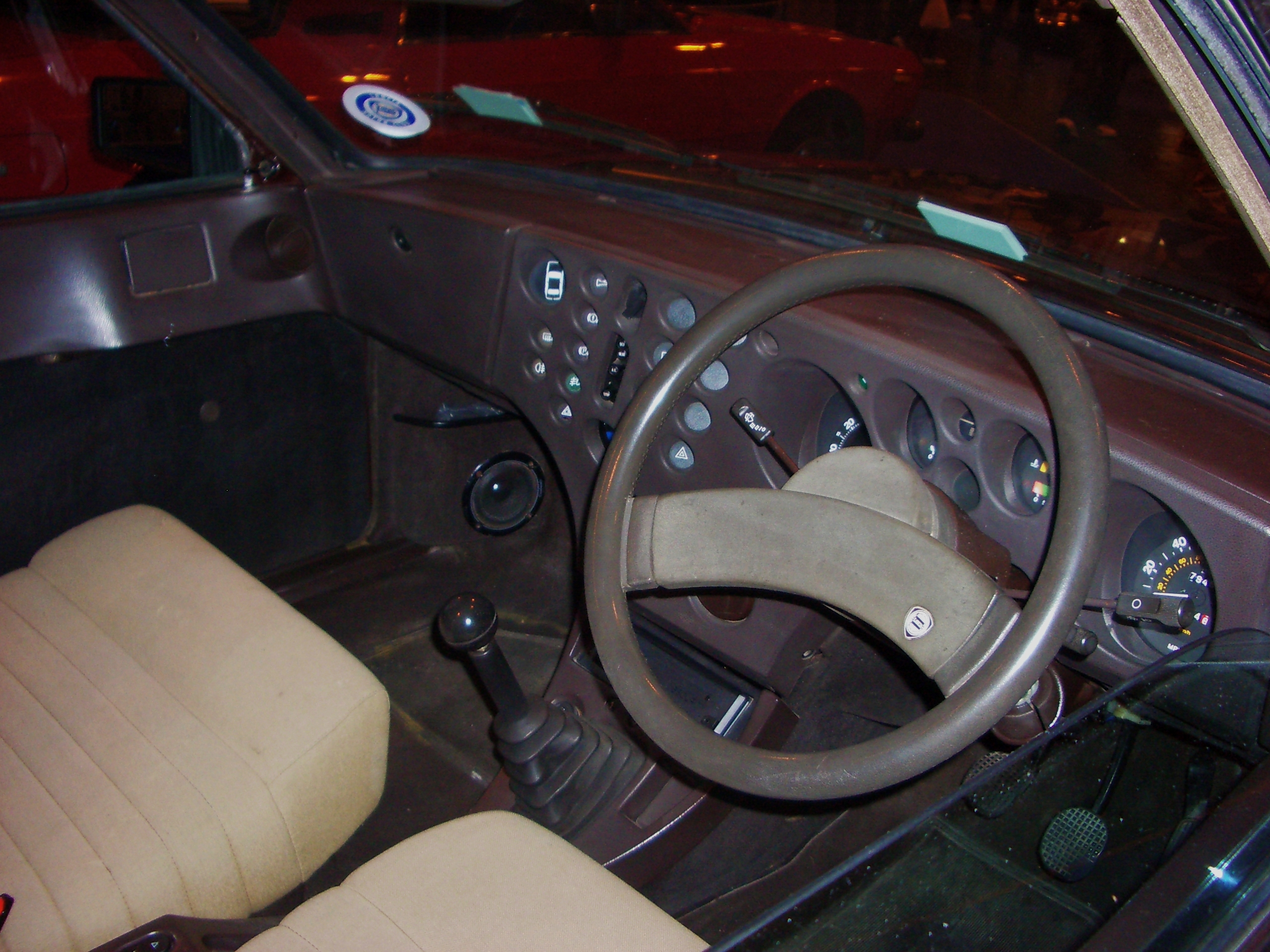
„Schweizer Käse“: Von Mario Bellini gestaltetes Armaturenbrett des Beta Trevi

Die Karosserie des Beta Trevi wurde von hauseigenen Designern entworfen; Detailarbeiten steuerte Pininfarina bei. Bis zu den hinteren Türen glich der Beta Trevi der Berlina. Am rucksackartigen Kofferraum setzte sich die Gürtellinie waagerecht fort.
Der hohe, eckige Heckaufbau wurde vielfach als unharmonisch oder unelegant wahrgenommen; insbesondere der mehrteilig verkleideten C-Säule galt die Kritik. Am hinteren Dachabschluss war oberhalb der Heckscheibe eine Abrisskante integriert.
Eine Besonderheit des Beta Trevi war das Armaturenbrett, das von denen aller anderen Beta-Modelle abwich. Beim Trevi war er von dem Mailänder Architekten und Industriedesigner Mario Bellini gestaltet worden, dessen Arbeiten bis dahin keinen Bezug zum Automobil gehabt hatten. Bellini hatte eine leicht gewölbte Einheit aus farbigem Kunststoff entworfen. Darin eingelassen waren etwa 30 runde Vertiefungen, in denen sich Schalter und einzelne Anzeigen befanden. Bellinis Armaturenbrett wurde nahezu durchgängig kritisiert; speziell die Unübersichtlichkeit der Anordnung der Anzeigen und Bedienelemente wurde bemängelt. In der Presse wurde es als „Felsen mit hineingesprengten Löchern“, „Höhlenlandschaft“, „Schweizer Käse“ oder „Gruyère à la Fiat“ verspottet. Viele Kommentare konstatierten, dieser futuristische Entwurf stehe im Kontrast zu dem betont konventionellen Äußeren.

### Fahrwerk
Der Trevi hatte eine selbsttragende Karosserie. Das Fahrwerk entsprach dem der 1971 und 1972 der unter der Leitung von Sergio Camuffo konstruierten Beta Berlina. Vorn und hinten waren die Räder einzeln aufgehängt. Vorn hatte das Auto MacPherson-Federbeine und Dreiecksquerlenker mit Stabilisator, hinten war wie in der Beta Berlina die sogenannte Camuffo-Hinterachse mit radführenden Federbeinen, zwei Querlenkern und einem Längslenker eingebaut.

### Motoren
Der Motor war im Trevi vorn quer eingebaut; er trieb die Vorderräder an. Lancia bot mehrere unterschiedliche Motoren mit Vergasern, Saugrohreinspritzung und mechanischer Aufladung an.

#### Saugmotoren
Der Trevi war mit verschiedenen Versionen des sogenannten Lampredi-Vierzylinders erhältlich, der 1966 im Fiat 124 Coupé erschienen war und nach und nach zur Standardmotorisierung der Mittelklassefahrzeuge des Fiat-Konzerns wurde. Von Beginn an wurde er auch in der Beta Berlina und in den weiteren Varianten des Beta eingebaut. Der unter der Leitung von Aurelio Lampredi entwickelte Motor hatte einen Block aus Grauguss und war in allen Hubraumversionen mit zwei obenliegenden Nockenwellen ausgestattet, die von einem Zahnriemen angetrieben wurden. Als kleinstes Modell bot Lancia im Trevi auf vielen Märkten (allerdings nicht in Deutschland) eine 1,6-Liter-Version mit 74 kW (101 PS) an; über ihm war eine Variante mit 2,0 Liter Hubraum und 85 kW (116 PS) angesiedelt. Beide Motoren waren mit Doppelvergasern von Weber ausgerüstet. Den größeren Motor gab es aber ab 1981 alternativ – auf dem deutschen Markt als Saugmotor ausschließlich – auch mit einer elektronischen Saugrohreinspritzung (L-Jetronic) von Bosch, mit der er 90 kW (122 PS) leistete.

#### Aufgeladener Motor: Volumex
Zum Modelljahr 1982 erschien als neues Spitzenmodell der Trevi 2000 Volumex. Bei ihm wurde der Motor mit einem Roots-Kompressor aufgeladen. Der Trevi Volumex war das erste in Serie gefertigte Auto mit mechanischer Aufladung seit dem Ende des Zweiten Weltkriegs. Später wurde der Motor auch bei anderen Modellen des Fiat-Konzerns verwendet. Außer dem Beta Coupé und dem Beta HPE wurde zeitweise auch der Fiat Argenta sowie der Fiat Spidereuropa mit dem Kompressormotor ausgestattet. Zur Entstehungsgeschichte des Trevi Volumex gibt es verschiedene Ansätze. Über Presseerklärungen versuchte Lancia, den Kompressor als Alternative zur Turboaufladung zu etablieren, und versprach sich davon eine Leistungssteigerung ohne die turbotypischen Nachteile, womit in erster Linie das sogenannte Turboloch gemeint war. Einige Quellen gehen dagegen davon aus, dass die Auslöser für die Entwicklung des Kompressormotors in Wirklichkeit im Automobilsport lag: Auf der Suche nach einem leistungsstarken Motorkonzept für den Rallyesportwagen Lancia 037 war Aurelio Lampredi 1981 auf eine Kompressoraufladung gekommen. Um die Entwicklungskosten eines solchen Triebwerks zu rechtfertigen, musste parallel dazu eine in größeren Stückzahlen zu verkaufende Straßenversion entwickelt werden.
Der Anbau des Kompressors erforderte zahlreiche Detailänderungen an dem Vierzylindermotor und in seinem Umfeld: Die Verdichtung wurde herabgesetzt, die Kolben wurden neu konstruiert, die Nockenwellen und die Ventile mussten angepasst und das Ansaugsystem geändert werden. Hinzu kamen eine geänderte Auspuffanlage und ein neues Kühlsystem. Vielfach kritisiert wurde, dass Lancia den Kompressormotor nicht mit der bereits verfügbaren Saugrohreinspritzung, sondern mit den herkömmlichen Weber-Vergasern koppelte. Die Leistung des Volumex-Motors wurde mit 99 kW (135 PS) angegeben.

### Serie 2
Im Juni 1983 führte Lancia die zweite Serie der Limousine ein, die nicht mehr Beta, sondern nur noch Trevi hieß. Die wesentlichen Änderungen betrafen die Antriebstechnik und hier vor allem die Getriebeübersetzung; sie hatten das Ziel, den Verbrauch zu senken. Die Vergaserversion des 2,0-Liter-Motors entfiel. Äußerlich änderten sich lediglich einige Zierteile.

## Vermarktung
Auf dem deutschen Markt bot Lancia den Trevi erst ab dem Modelljahr 1982 an. Zunächst war hier nur die Einspritzversion 2000 I.E. erhältlich.
Der Trevi ersetzte die Beta Berlina mit Schrägheck, die auf anderen Exportmärkten sowie in Italien zunächst weiter im Programm war. In Deutschland war der Trevi 2000 I.E. mit einem Basispreis von 21.800 DM im Modelljahr 1982 unter dem Audi 80 CD und dem BMW 320 positioniert. Nahezu gleich teuer war der Alfa Romeo Giulietta, der größere Fiat Argenta war etwa 1.500 DM günstiger. Der etwas später eingeführte Trevi 2000 Volumex war etwa 2.400 DM teurer als der 2000 I.E.

## Produktion
Von 1980 bis 1984 produzierte Lancia, alle Motorisierungen zusammengenommen, 40.628 Trevi. 3844 Autos hatten den Volumex-Motor.

## Der Trevi in der Presse
Die deutsche Presse sah den Trevi 2000 I.E. als mittelmäßiges Auto an. Das „wenig reizvolle“, „bieder wirkende Stufenheck“ wurde ebenso kritisiert wie das „verwirrende Interieur“, das bei voller Zuladung problematische Fahrverhalten und der hohe Benzinverbrauch. Gelobt wurde lediglich der überdurchschnittliche Federungskomfort.
In Großbritannien, wo der Trevi als 1600 und als 2000 verkauft wurde, hielt die Presse hingegen das Fahrverhalten für die größte Stärke des Trevi. Zu den weiteren Vorzügen gehöre das Platzangebot, das durch den sehr eckigen Aufbau begünstigt werde. Das Design hingegen sei fade und „unangemessen konservativ“.

## Der Trevi VolumexBimotore

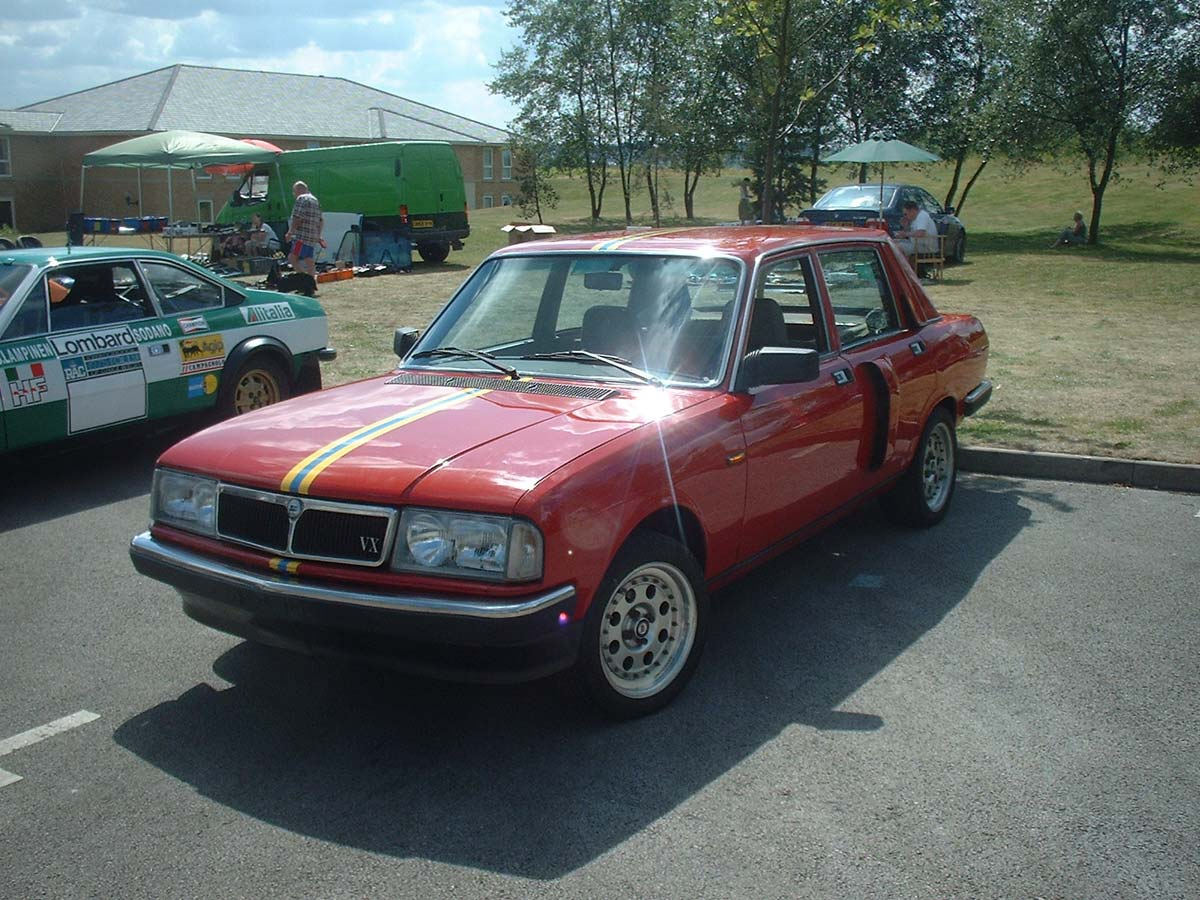
Lancia Trevi Volumex Bimotore

Als Versuchsträger für den Rallyesport konstruierte Lancia 1984 den Trevi Volumex Bimotore, der mit zwei gleich großen Kompressormotoren ausgestattet war. Anlass war die zunehmende Dominanz allradgetriebener Fahrzeuge in der damaligen Gruppe B, in der Lancia mit dem hinterradgetriebenen 037 nach anfänglichen Erfolgen ins Hintertreffen geraten war. Seit Anfang 1984 arbeiteten Lancias Ingenieure an einem allradgetriebenen Nachfolger für den 037, der auf dem kompakten Delta beruhte und als Delta S4 ab 1985 erfolgreich eingesetzt wurde. Die Ingenieure suchten bereits während der Entwicklung S4 eine Möglichkeit, die Grundlagen des Allradantriebs zu erforschen. Der Rallyefahrer und Abarth-Testfahrer Giorgio Pianta kam auf die Idee, zu Testzwecken ein Serienfahrzeug mit zwei Motoren auszustatten, von denen jeder eine Achse antreiben sollte: Auf diese Weise ließe sich preiswert ein Vierradantrieb erreichen.
Grundlage für das Projekt war ein serienmäßiger Trevi Volumex mit dem 2,0 Liter großen Kompressormotor. Der Vorderradantrieb blieb unverändert. Im Fahrgastraum wurden anstelle der Rücksitzbank ein zweiter Antriebsblock und die Vorderradaufhängung eingebaut, die ein eigens konstruierter Hilfsrahmen trug. Der quer eingebaute Motor trieb die Hinterräder an. Anfänglich war eine Drive-by-wire-Motorsteuerung vorgesehen; sie funktionierte allerdings nicht fehlerfrei. Stattdessen griffen die Lancia-Ingenieure auf Bowdenzüge zurück, was das Ansprechverhalten des zweiten Motors zwar verbesserte, aber noch immer nicht alle Probleme beseitigte. Hinzu kamen Kühlungsprobleme beim hinteren Motor.
Der Bimotore war ein reines Testfahrzeug. Giorgio Pianta beschrieb das Auto als „rollendes Laboratorium“. Ein Rallyeeinsatz war nicht geplant und kam auch nicht zustande.

## Technische Daten
| Lancia Beta Trevi Lancia Trevi       | Lancia Beta Trevi Lancia Trevi                                        | Lancia Beta Trevi Lancia Trevi                                        | Lancia Beta Trevi Lancia Trevi                                        | Lancia Beta Trevi Lancia Trevi                                        |
|                                      | Trevi 1600                                                            | Trevi 2000                                                            | Trevi 2000 I.E.                                                       | Trevi Volumex                                                         |
| ------------------------------------ | --------------------------------------------------------------------- | --------------------------------------------------------------------- | --------------------------------------------------------------------- | --------------------------------------------------------------------- |
| Bauzeit:                             | 1980–1984                                                             | 1980–1983                                                             | 1981–1984                                                             | 1982–1984                                                             |
| Motor:                               | Vierzylinder-Ottomotor Reihenanordnung                                | Vierzylinder-Ottomotor Reihenanordnung                                | Vierzylinder-Ottomotor Reihenanordnung                                | Vierzylinder-Ottomotor Reihenanordnung                                |
| Hubraum:                             | 1585 cm³                                                              | 1981 cm³                                                              | 1981 cm³                                                              | 1981 cm³                                                              |
| Bohrung × Hub:                       |                                                                       | 84,0 × 90,0 mm                                                        | 84,0 × 90,0 mm                                                        | 84,0 × 90,0 mm                                                        |
| Leistung:                            | 74 kW (101 PS)                                                        | 85 kW (116 PS)                                                        | 90 kW (122 PS)                                                        | 99 kW (135 PS)                                                        |
| Gemischaufbereitung:                 | Vergaser                                                              | Vergaser                                                              | Saugrohreinspritzung                                                  | Vergaser                                                              |
| Ventilsteuerung:                     | Zahnriemen, zwei obenliegende Nockenwellen Tassenstößel               | Zahnriemen, zwei obenliegende Nockenwellen Tassenstößel               | Zahnriemen, zwei obenliegende Nockenwellen Tassenstößel               | Zahnriemen, zwei obenliegende Nockenwellen Tassenstößel               |
| Kühlung:                             | Wasserkühlung                                                         | Wasserkühlung                                                         | Wasserkühlung                                                         | Wasserkühlung                                                         |
| Getriebe:                            | handgeschaltetes Fünfganggetriebe auf Wunsch Dreigangautomatik        | handgeschaltetes Fünfganggetriebe auf Wunsch Dreigangautomatik        | handgeschaltetes Fünfganggetriebe auf Wunsch Dreigangautomatik        | handgeschaltetes Fünfganggetriebe                                     |
| Radaufhängung vorn:                  | MacPherson-Federbeine, Dreiecksquerlenker, Stabilisator               | MacPherson-Federbeine, Dreiecksquerlenker, Stabilisator               | MacPherson-Federbeine, Dreiecksquerlenker, Stabilisator               | MacPherson-Federbeine, Dreiecksquerlenker, Stabilisator               |
| Radaufhängung hinten:                | Federbeine, zwei Querlenker hintereinander, Längslenker, Stabilisator | Federbeine, zwei Querlenker hintereinander, Längslenker, Stabilisator | Federbeine, zwei Querlenker hintereinander, Längslenker, Stabilisator | Federbeine, zwei Querlenker hintereinander, Längslenker, Stabilisator |
| Bremsen:                             | vorne und hinten Scheibenbremsen                                      | vorne und hinten Scheibenbremsen                                      | vorne und hinten Scheibenbremsen                                      | vorne und hinten Scheibenbremsen                                      |
| Karosserie:                          | selbsttragend, Stahl                                                  | selbsttragend, Stahl                                                  | selbsttragend, Stahl                                                  | selbsttragend, Stahl                                                  |
| Radstand:                            | 2540 mm                                                               | 2540 mm                                                               | 2540 mm                                                               | 2540 mm                                                               |
| Abmessungen (Länge × Breite × Höhe): | 4355 × 1705 × 1400 mm                                                 | 4355 × 1705 × 1400 mm                                                 | 4355 × 1705 × 1400 mm                                                 | 4355 × 1705 × 1400 mm                                                 |
| Leergewicht:                         | 1213 kg                                                               | 1213 kg                                                               | 1213 kg                                                               | 1213 kg                                                               |
| Höchstgeschwindigkeit:               | 170 km/h                                                              | 176 km/h                                                              | 180 km/h                                                              | 190 km/h                                                              |
| Beschleunigung 0–100 km/h:           | 12,1 s                                                                | 10,4 s                                                                | 10,2 s                                                                | 9,6 s                                                                 |